# Manfred Luther

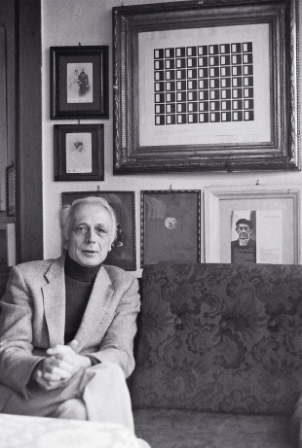
Manfred Luther (1986)

Ernst Manfred Luther (* 28. November 1925 in Dresden; † 11. Januar 2004 ebenda) war ein deutscher Konstruktivist, Künstler und Philosoph.

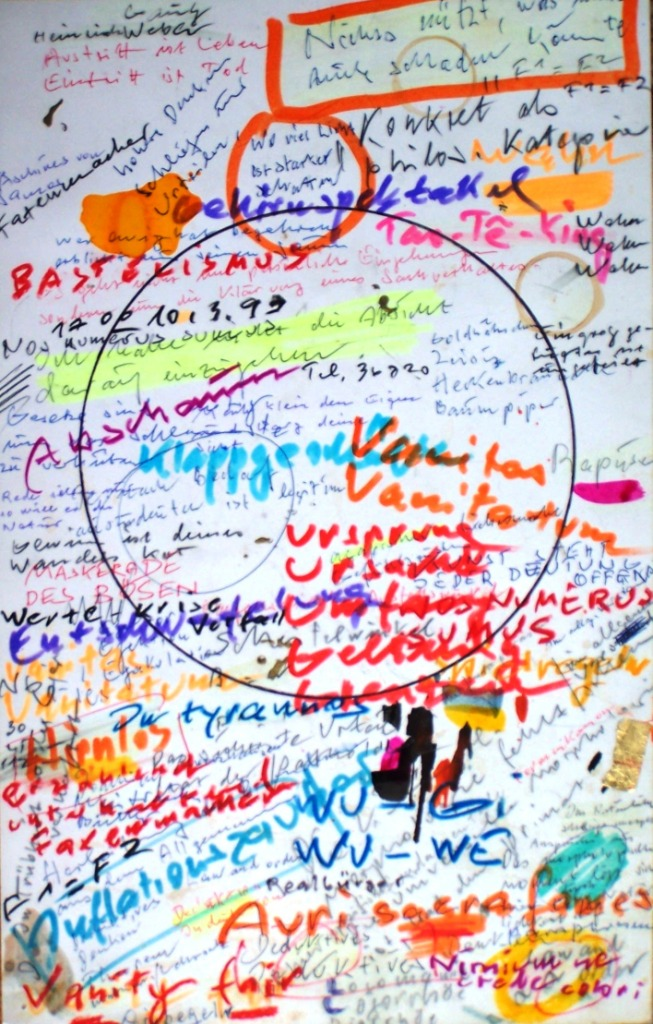
Kreisbild von Manfred Luther (1999)

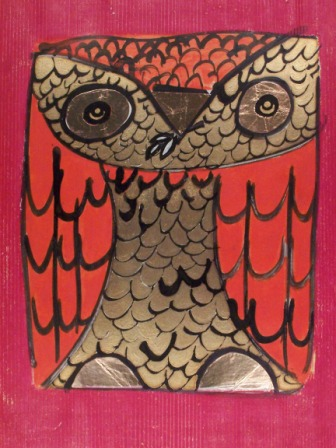
Eule mit Friedenszweig, Collage mit Wachsstift und Goldpapier (1977)

## Leben

### Werdegang
Ernst Manfred Luther wurde 1925 als Sohn von Leonore Günther (1896 Manchester – 1976 Dresden), geb. Uhle (gesch. Luther), und dem Ingenieur Ernst Wilhelm Luther (1893–1959) im Dresdner Stadtteil Mickten geboren. Er hatte zwei Brüder, Siegfried Luther (1922–2006), Automechaniker und Konstrukteur, und Wolfram A. Guenther (* 1929; † 8. April 2020), der als Schauspieler tätig war. Von Ostern 1932 bis 1940 besuchte Luther die Volksschule im Dresdner Stadtteil Trachau. Von 1940 bis 1943 absolvierte er eine Lehre als Technischer Zeichner im Ihagee-Kamerawerk (Steenbergen & Co.) in Dresden-Striesen. Von 1943 bis 1945 leistete er seinen Wehrdienst im Zweiten Weltkrieg an der Westfront (Frankreich). Nach einem Durch- und einem Steckschuss beider Beine hatte er einen Lazarettaufenthalt in Annaberg (Sachsen). Im Jahr 1950 kehrte er aus der französischen Gefangenschaft zurück nach Dresden. Von 1952 bis 1955 arbeitete Luther als Konstrukteur im VEB Elektroschaltgeräte Dresden. Im Jahr 1954 war seine Hochzeit mit der Kunstmalerin Ingrid Luther, verw. Hennig, geb. Lamprecht, 1926 in Klein-Stirlack († 2005). Gemeinsam wohnten sie in Dresden-Oberloschwitz, Alpenstraße 2. Ingrid Luther brachte ihren Sohn Fritz Hennig (* 1949) mit in die Ehe. Im Jahr 1993 zogen beide nach Weißig um. Ende 1999 hatte er erste gesundheitliche Einschnitte. Er zog sich in seine häusliche Umgebung zurück. Mittelpunkt waren seither seine Werke und die Familie. Im Januar 2004 verstarb er in Dresden-Weißig. Er wurde auf dem Dresdner Heidefriedhof beerdigt.

### Künstlerische Entwicklung zu verschiedenen Themen
Von seiner Frau Ingrid Luther erlernte er erste künstlerische Grundlagen. Sie wiederum hatte ihr Handwerk in den Lehrwerkstätten für Kunst und Kunstgewerbe in Dresden (1. Malschule in Dresden) bei Fritz Leopold Hennig erhalten. Sie befähigte ihren Mann, Perspektiven von Objekten und die Anatomie des Menschen in den richtigen Proportionen darzustellen, sowie erste Techniken der Kunstmalerei (Zeichenkohle, Öl, Tusche). Er war den Umgang mit Bleistift und Tusche gewohnt, somit konnte er sich auf die neuen Techniken, in denen seine Frau ihn unterrichtete, konzentrieren.
Zu seinen Frühwerken aus den 1950er-Jahren zählen realistische Zeichnungen über Menschen, Gesichter und Tiere sowie Dresden-Ansichten. Ab 1955 war Luther freischaffender Maler und Graphiker. Als Autodidakt beschäftigte er sich mit verschiedensten Schriften, Künstlern und Philosophen. Stellvertretend seien Horaz, Konfuzius, Martin Luther, Johann Wolfgang von Goethe, Immanuel Kant, Henri Matisse, Paul Klee und Kasimir Sewerinowitsch Malewitsch genannt.
Am Anfang seines Schaffens stieß Manfred Luther auf Walter Gropius († 1969), den er sehr verehrte; beide lernten sich noch persönlich kennen. Von 1962 bis 1966 studierte Luther bei Ernst Hassebrauk. Erste Kontakte mit Fritz Löffler (Kunsthistoriker) und Hermann Glöckner (konstruktivistischer Maler) entstanden 1965, des Weiteren mit Georg Karl Pfahler (Konkrete Kunst), Friedrich Press (Maler) und Peter Damm (Hornist). Durch die Kunstwissenschaftlerin Ingrid Adler, Ehefrau von Karl-Heinz Adler (Maler, Grafiker und Konzeptkünstler), die sich für die konkreten Künstler der DDR mit Vorträgen, Veröffentlichungen und Ausstellungen im In- und Ausland einsetzte, kam zu den Dresdner konkreten Künstlern Manfred Luther und Wilhelm Müller (Zahnarzt, Maler der konkreten Kunst) eine enge freundschaftliche Beziehung zustande, die sich u. a. in gemeinsamen Ausstellungen manifestierte.
Im Zeitraum 1956 bis 1962 lag der „Gärungsprozess“ des graphischen Werkes „Konkrete Zeichnungen“. In diesem Werk erfolgte eine Umsetzung von 24 konkreten Figuren, hervorgehend aus Kreis, Quadrat, Dreieck, Oval und Parallelogramm, sowie deren Kombinationen. Von 1960 bis 1968 stellte Luther die 24 schwarzen Tuschblätter zu den „Konkreten Zeichnungen“ fertig. In einer zweiten Werkgruppe (1976–1985) entstanden Siebdrucke, in den Farben Schwarz, Weiß und Grau gehalten. In diese Zeit fällt auch die dritte eigenständige Werkgruppe Paraphrasen „Idee Konkrete Zeichnungen“, hergestellt als Tuschzeichnungen und Siebdrucke. Skizzenhafte didaktische Publikationen zu den Paraphrasen und schriftliche Aufzeichnungen liefen als eigenständige Beiträge einher und schlossen die Arbeit „Idee Konkrete Zeichnungen“ ab. Von 1983 bis 1986 erfolgte die Umsetzung der konkreten Figuren in Farbe als Siebdruckzyklus „Farbiger Epilog – auf die Erdentage“.
Ab 1980 bis 1994 entstanden parallel vielfältige Werke und Folgen, darunter „Ab ovo – Vom Uranfang an“ (die sogenannte Spirale), ausgeführt in Lackfarben. In dieser Periode schuf Luther erste Arbeiten zu seinem Hauptwerk der Folgen „Cogito, ergo sum“ (Ich denke, also bin ich.) und „Ohne Anfang, ohne Ende.“ (Kreisbilder). Dies gilt als Höhepunkt seines Denkens und Schaffens. Ferner entstand das Werk „Asche zu Asche“ in verschiedenen Techniken, z. B. Collage, und zumeist ausgeführt in Ölkreide und Siebdruck. Zudem schuf Luther zur Folge „Ab ovo“ eine Untergruppe „Ab origine – Vom Uranfang an“ (Farbmischungen), ausgeführt vorwiegend in Lackfarben.
Die erste Einzelausstellung hatte Luther 1982 im Zentralinstitut für Kernforschung Rossendorf bei Dresden auf Initiative von Reinhard Koch und von der Kulturkommission ausgerichtet. Seitdem folgten weitere Einzel- und Gruppenausstellungen. Trotz Fürsprache durch Karl-Heinz Adler, Fritz Löffler und Werner Schmidt wurde Manfred Luthers Antrag zur Aufnahme in den Verband Bildender Künstler der DDR abgelehnt. Im Jahr 1991 nahm er einen Arbeitsurlaub im Atelier von Jürgen Blum in Hünfeld (Hessen); im selben Jahr erschien der Katalog Idee Konkrete Zeichnungen. Im Jahr 1992 wurde Manfred Luther Mitglied des deutschen Künstlerbundes. Nach seinem Umzug nach Weißig bei Dresden (1999 eingemeindet) entstanden noch einige Kreisbilder, Spiralen und Farbmischungen, so genannte „Vermischungen“ (Kosmos, Weltall, Alpha) in verschiedenen Lacken. In seinem Keller hatte Luther sein letztes Atelier. Anlässlich seines zehnten Todestags im Jahr 2014 zeigte die Städtische Galerie Dresden im Landhaus die Ausstellung Manfred Luther. Der lange Weg zum Kreis, zu der ein zweiter umfassender Ausstellungskatalog erschien. In einem Video sind einige Werke der Ausstellung zu sehen.

## Ausstellungen

### Einzelausstellungen

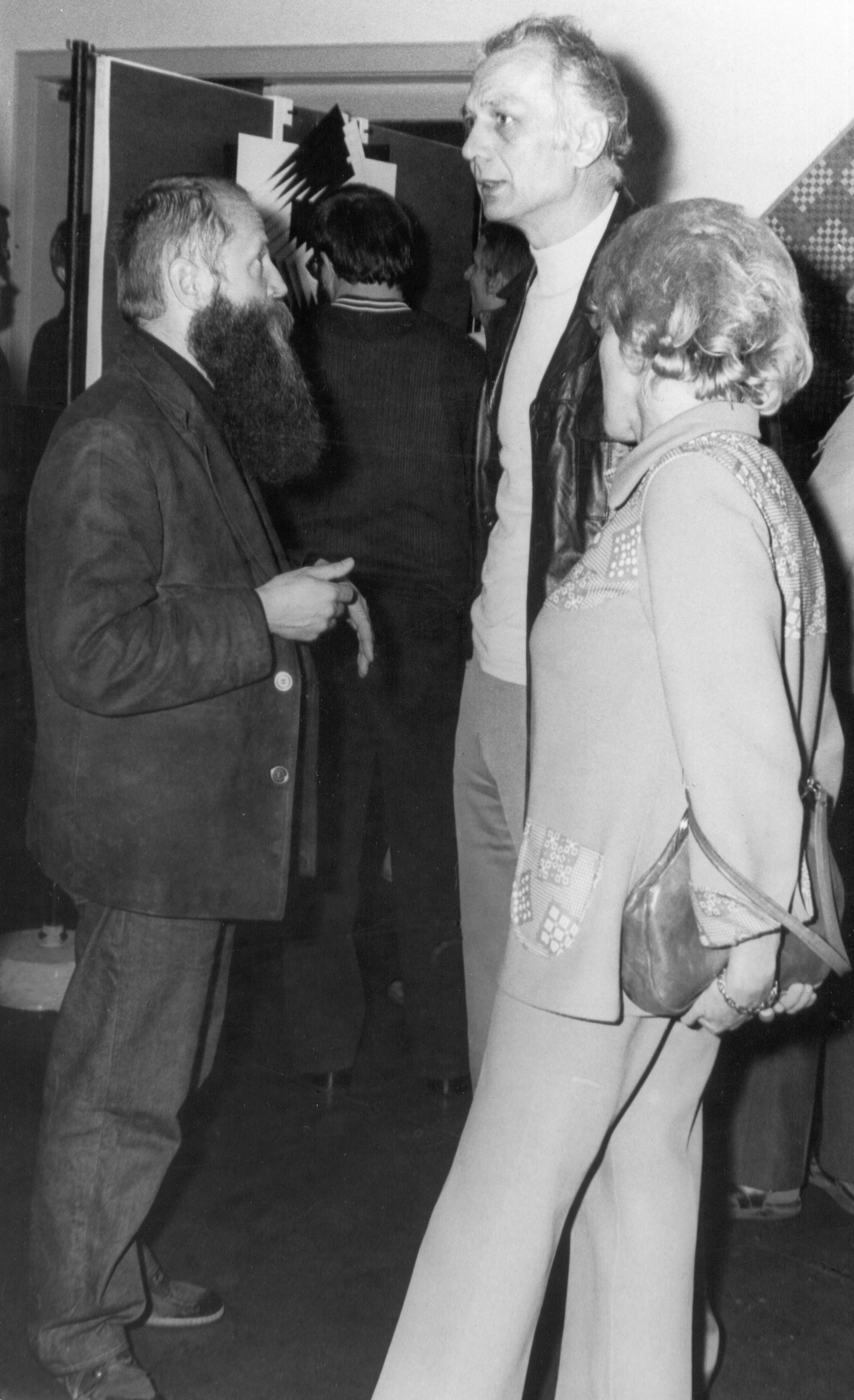
Horst Bartnig, Manfred und Ingrid Luther in der Bartnig-Ausstellung im Zentralinstitut für Kernforschung Rossendorf 1976

- 1982: Zentralinstitut für Kernforschung Rossendorf bei Dresden (Kulturkommission auf Initiative von Reinhard Koch)
- 1991: „Manfred Luther – Idee Konkrete Zeichnungen“, Ausstellung im Kupferstichkabinett Dresden (Dr. Werner Schmidt)
- 1992: Galerie Beatrix Wilhelm, Stuttgart
- 1994: Galerie Teufel-Holze, Dresden
- 1994: Galerie Heinz Teufel, Mahlberg
- 1994: Galerie am Blauen Wunder, Dresden (Gunter Ziller)
- 1999: „Asche zu Asche – Materie zu Materie“ (Kreis), Hausgiebel Lindenstraße 8, Hünfeld (Hessen)[5]
- 2004: Galerie Hieronymus, Dresden
- 2007: „Ich denke, also bin ich“, Ausstellung bei der Sächsischen Landesärztekammer[6].
- 2014: „Manfred Luther, Der lange Weg zum Kreis“, Städtische Galerie Dresden (Gisbert Porstmann, Carolin Quermann)
- 2015: Kaffeestübchen, Fetscherstr. 111, Dresden „Stilisierte Gesichter + König Salomo“
- 2016: Ausstellung: Manfred Luther 24 Figuren "Idee Konkrete Zeichnungen" – "Farbiger Epilog – Auf die Erdentage", K16 am Rhein, Duisburg (http://www.kunst-konzepte-realisation.de/navigation/manfred-luther.html)

### Gruppenausstellungen (Auswahl)
- 1977: Akademie der Wissenschaften, Berlin (Ost)
- 1980: „Gouachen und Temperablätter von Künstlern der DDR“, Galerie am Sachsenplatz, Leipzig
- 1981: Galerie Kühl, Dresden
- 1984: „Form, Farbe, Geometrie – Hermann Glöckner zum 95. Geburtstag“, Neue Dresdener Galerie, Dresden
- 1988: „Schenkung Slava und Fritz Löffler“, Staatliche Kunstsammlungen Dresden, Kupferstich-Kabinett; IV. Internationale Triennale der Zeichnung, Wrocław/Polen; „Dresdener Konstruktivisten“, Galerie am Thomaskirchhof, Leipzig
- 1989: „Hommage à Hermann Glöckner“, Galerie am Sachsenplatz, Leipzig
- 1990: „Erben des Bauhauses“, Projekt Galerie „New Space“, Fulda; „Konstruktive Strömungen BRD-DDR-Polen“, Ars Polona Galerie, Düsseldorf; „Verdecktes Sammeln“, Sonderschau der Staatlichen Kunstsammlungen Dresden, Kupferstich-Kabinett zur Art Cologne, Köln; Galerie Kühl, Dresden; „Neuerwerbungen“, Staatliche Kunstsammlungen Dresden, Galerie Neue Meister
- 1990/91: „tendenz konstruktiv + konkret“, Galerie Junge Kunst, Frankfurt/Oder und Schloss Elisabethenberg, Meiningen; „Die Kunst der Collage in der DDR“, Brandenburgische Kunstsammlungen Cottbus; Kunsthalle Rostock; Museum Quadrat Bottrop
- 1991: „Kunst, die es nicht gab? – Konstruktiv und Konkret aus der ehemaligen DDR“, Ausstellung im Haus für konstruktive und konkrete Kunst, Zürich; „100 Werke aus der Sammlung Lichtenstein“, Göpfersdorf/Sachsen; Staatliches Lindenau-Museum, Altenburg. In: Katalog Kunst, die es nicht gab? Druck: 1991 C. B. Kunstwerk GmbH, München.
- 1992: „November Bilder 1989–92“, Brandenburgische Kunstsammlungen Cottbus; Galerie Schloss Wiligrad, Kunstverein Wiligrad e. V., Lübstorf; Galerie Salustowicz, Bielefeld; Kunstsammlungen Veste, Coburg
- 1993: „Abstrakt – der Deutsche Künstlerbund in Dresden“, Dresden; „konkret konstruktiv“, Galerie Schloss Wiligrad, Kunstverein Wiligrad e. V., Lübstorf/Schwerin; Art Frankfurt, Galerie Heinz Teufel, Mahlberg; Forum konkrete Kunst Erfurt. Museum der Künstler, Peterskirche-Petersberg, Erfurt
- 1994: Galerie Schloß Wiligrad, Kunstverein Wiligrad e. V., Lübstorf/Schwerin; „Entgrenzung“ Norddeutsche Landesbank, Bonn, Güstrow, Schwerin, Magdeburg, Hannover
- 1996: „Spirale II – Gegenwartskunst aus Dresden“, Swieradow/Polen
- 1996: „Konstruktiv-Konkrete Kunst in Sachsen heute“, Neue Sächsische Galerie, Chemnitz. In: Katalog Konstruktiv-Konkrete Kunst in Sachsen heute, 1996; Herausgeber: Neue Sächsische Galerie, Chemnitz.
- 1997: Kunstmarkt, Dresden
- 1999: Sammlung Lichtenstein, Lindenau-Museum Altenburg; Kunstmarkt, Dresden
- 2000: „Novemberbilder“, Japanisches Palais, Dresden; Kunstmarkt Dresden
- 2001: Kunstmarkt, Dresdner Schloss
- 2002: „Novemberbilder“, Galerie Art-In, Meerane
- 2002: „Europa – Konkret – Reduktiv“, Museum Modern Art, Hünfeld (Hessen). In: Katalog Europa – Konkret – Reduktiv 2002; Herausgeber: Magistrat der Stadt Hünfeld Jürgen Blum.
- 2003: „Europa – Konkret – Reduktiv“, Architekturmuseum Breslau
- 2003: Kunst in der DDR, Nationalgalerie Berlin
- 2003: Faszination Kunst + Technik. Strahlungen, Universitätssammlungen Kunst + Technik, TU Dresden
- 2005: „200 Jahre Kunst in Dresden“, Städtische Galerie Dresden
- 2005: Galerie von Waldenburg (mit Karl-Heinz Adler und Frank Maibier)[7]
- 2006–12: „MOTIVA INTERNATIONAL KONSTRUKTIV KONKRET INTELLIGIBEL“, Dauerausstellung Austria Center Vienna.
- 2006: „Impulse. Positionen Dresdner Künstler“, Universitätssammlungen Kunst + Technik in der Altana-Galerie der TU Dresden[8]
- 2009: konkret – Die Sammlung Heinz + Anette Teufel, Kunstmuseum Stuttgart
- 2010: „Tendenz abstrakt“, aus der Sammlung des Museums Junge Kunst Frankfurt (Oder).[9]
- 2013: 2. Ausstellung „Punkte und Linie zur Fläche“, Galerie 2. Stock, Neues Rathaus, Dresden
- 2013/2014: Sonderausstellung im caféart „Manfred Luther, Paraphrasen“ zu der Ausstellung „Keine Angst im Dunkeln“, Universitätssammlungen Kunst + Technik in der Altana, Galerie der TU Dresden
- 2015: FORUM KONKRETE KUNST Erfurt in der Peterskirche als ständige Ausstellung mit einem Werk „Cogito ergo sum“
- 2015: Galerie Himmel Dresden: „Hermann Glöckner & Manfred Luther“, KONKRET. Unikate Werke im Kabinett zur Ausstellung „Werner Lieberknecht“; Fotografie
- 2015/2016: „Rendezvous der Länder“ – Neueröffnung im Kulturspeicher, Würzburg; Werke aus der Sammlung Peter C. Ruppert – Konkrete Kunst in Europa nach 1945
- 2015/16 "10 Jahre Städtische Galerie Dresden" – Erwerbungen und Schenkungen
- 2015/16 "Schaudepot #7 / Abstrakte Bilder" – Eine Ausstellung im Gemäldedepot des Kunstfonds Dresden (http://www.skd.museum/de/ueber-uns/presse/mitteilung-archiv/article/schaudepot-7-abstrakte-bilder/index.html)
- 2015/16 Ausstellung „konkret auf papier“ in KUNST KONZEPTE REALISATION, K16 am Rhein, Duisburg (http://www.kunst-konzepte-realisation.de/ausstellungen)
- 2016 "Geometrisches aus Dresden von 1920 bis 2016" Galerie Gebr. Lehmann, Berlin (http://www.galerie-gebr-lehmann.de/exhibitions/virus-form-geometrisches-aus-dresden-von-1920-bis-2016/) mit einem MDR-Beitrag (Leider nicht mehr verfügbar).
- 2016: Virus Form. Geometrisches aus Dresden von 1920 bis 2016. Galerie Gebr. Lehmann, aktuell in Dresden
- 2017  „Der Maler, Konstruktivist und Philosoph Manfred Luther“ Vortrag zum 13. Geschichtsmarkt TU Dresden
- 2017/18 „Konkrete Anliegen. Sammlung Teufel“ mit zwei Werken im Kunstmuseum Stuttgart
- 2017 „Konstruktiv – Konkrete“ Die Kunst des Individuellen Realismus, mit zwei Werken in der Galerie Objekt40 in Berlin, Schlüterstraße
- 2017/18: „Grafik Ost“ Sprengel-Museum in Hannover, mit fünf Siebdrucken vertreten
- 2018: „RASTERN; Siebdruck in Dresden von den Anfängen bis zur Gegenwart“ mit sechs Werken in den Galerien Leonhardi-Museum Dresden und Galerie Hieronymus